# Andrew Zachary Fire
Andrew Zachary Fire (Palo Alto, 27 aprile 1959) è un biologo statunitense, ricercatore della Stanford University School of Medicine e del Massachusetts Institute of Technology di Cambridge.
Fire è noto per la scoperta della RNA interference (interferenza dell'RNA), un meccanismo di controllo dell'espressione genica attraverso cui piccole molecole di RNA sono in grado di silenziare in modo specifico la trascrizione dei geni. 
Per questo motivo, Fire ha vinto il Premio Nobel per la Medicina nel 2006 insieme con Craig Mello.

## Biografia
Andrew Fire è nato a Palo Alto e cresciuto a Sunnyvale, in California. Diplomato alla Fremont High School di Sunnyvale, frequentò l'Università di Berkeley, dove si laureò in matematica nel 1978 a 19 anni. Continuò i suoi studi al Massachusetts Institute of Technology, dove ricevette il PhD in biologia nel 1983.
Fire si trasferì successivamente a Cambridge, in Inghilterra, per perfezionare i suoi studi post-dottorato. Divenne un membro del Medical Research Council Laboratory of Molecular Biology, guidato dal premio Nobel Sydney Brenner.
Dal 1986 al 2003, Fire è stato un ricercatore del Dipartimento di Embriologia della Carnegie Institution of Washington, a Baltimora. Fu ai laboratori Carnegie che Fire ed altri collaboratori pubblicarono i più importanti lavori sul silenziamento genico mediato da RNA (il primo dei quali è datato 1998.
Fire nel frattempo divenne un professore associato nel Dipartimento di Biologia alla Johns Hopkins University (a partire dal 1989). Dal 2003 è professore alla Stanford University School of Medicine. 
Fire è membro di due prestigiose società: la National Academy of Science e la American Academy of Arts and Sciences. Siede anche nel consiglio scientifico del National Center for Biotechnology (NCBI) dei National Institutes of Health (NIH).

## Premio Nobel
Nel 2006 Mello e Fire hanno ricevuto il premio Nobel per gli studi pubblicati nel 1998, quando Mello, Fire ed i loro colleghi (SiQun Xu, Mary Montgomery, Stephen Kostas, Sam Driver) pubblicarono un articolo sul giornale Nature in cui dimostravano come alcune piccole molecole di RNA (chiamate siRNA) fossero in grado di indurre la cellula alla distruzione di intere molecole di mRNA, portando di fatto al silenziamento di specifici geni.
Le ricerche condotte da Mello e Fire alla Carnegie Institution (Fire) e alla University of Massachusetts Medical School (Mello), hanno dunque mostrato che l'RNA svolge un ruolo chiave nella regolazione dell'espressione genica.
(Karolinska Institute, annuncio dei premi Nobel)
Ha affermato: è inusuale che un lavoro rivoluzioni completamente l'idea di come si svolga un processo biologico e che apra nuovi campi di ricerca nella biologia. Il professore Hastie ha affermato che precedentemente si riteneva che l'RNA svolgesse un ruolo quasi insignificante nella regolazione dei geni, lo si riteneva quasi un mero sottoprodotto della replicazione.»
(Nobel prize for genetic discovery, trasmissione della BBC)

## Premi e onorificenze
Andrew Fire ha vinto i seguenti premi (in ordine cronologico).
- Vincitore (con Craig C. Mello) del National Academy of Science Award in Molecular Biology, nel 2003.
- Vincitore (con Craig C. Mello) del Wiley Prize in the Biomedical Sciences della Rockefeller University, nel 2003.
- Membro eletto della National Academy of Science nel 2005.
- Vincitore (con Craig C. Mello) del Lewis S. Rosenstiel Award for Distinguished Work in Medical Research della Brandeis University, nel 2005.
- Vincitore (con Craig C. Mello) del Gairdner International Award del governo canadese, nel 2005.
- Vincitore (con Craig C. Mello) del Massry Prize, nel 2005.
- Vincitore (con Craig C. Mello) del Paul Ehrlich and Ludwig Darmstaedter Prize, nel 2006.
- Primo vincitore del Dr. Paul Janssen Award for Biomedical Research della Johnson & Johnson, nel 2006.
- Premio Nobel, nel 2006.